# حميد بن حريث الكلبي
حميد بن حريث بن بحدل بن أنيف بن قنافة بن عدي بن حارثة بن جناب من قضاعة
شاعر وفارس من بنو كلب بن وبرة وكان على شرطة يزيد بن معاوية وقائد القبائل اليمانية في حربها مع القبائل القيسية، أغار على فزارة يوم العاه فقتل منهم خلقاً كثيراً
كان مع الذين خلعوا عبد الملك بن مروان وبايعوا عمرو بن سعيد الأشدق هو وزهير بن الابرد الكلبي
وبعدما قتل عبد الملك عمرو بن سعيد لم يتعرض لحميد بن حريث لمكانتة بين قبائل قضاعة
ولكن حميد فيما بعد انضم وأصبح من امراء وقادة عبد الملك بن مروان
وكان بين حميد بن حريق وقبائل القيسية حرب شعواء
وحدثت بينه وبين عمير بن الحباب أحد زعماء قيس نزالات ومواقع كثيرة ببادية الشام والجزيرة.